# Liste japanischer Komponisten klassischer Musik
Diese Liste enthält bekannte japanische Komponisten klassischer europäischer Musik:

## A
- Abe Keiko (* 1937)
- Abe Kōmei (1911–2006)
- Abe Ryōtarō (* 1962)
- Akiyama Kuniharu (1929–1996)
- Akiyama Toshio (* 1929)
- Akutagawa Yasushi (1925–1989)
- Amano Masamicz (* 1957)
- Aoshima Hiroshi (* 1955)

## B
- Bekku Sadao (1922–2012)

## C
- Chihara Hideki (* 1957)

## D
- Dan Ikuma (1924–2001)

## E
- Endō Masao (* 1947)

## F
- Fujiie Keiko (* 1963)
- Fujikura Dai (* 1977)
- Fukuda Yōsuke (* 1975)
- Fukushima Kazuo (1930–2023)

## G
- Gondai Atsuhiko (* 1965)
- Gotō Yō (* 1958)

## H
- Hachimura Yoshio (1938–1985)
- Hagiwara Hidehiko (1933–2001)
- Hara Kazuko (1935–2014)
- Hasegawa Yoshio (1907–1981)
- Hashimoto Kunihiko (1904–1949)
- Hayashi Hikaru (1931–2012)
- Hirai Kōzaburō (1910–2002)
- Hirao Kishio (1907–1953)
- Hirayoshi Takekuni (1936–1998)
- Hirose Hayato (* 1974)
- Hisaishi Jō (* 1950)
- Honma Masao (1930–2008)
- Hoshina Hiroshi (* 1936)
- Hosokawa Toshio (* 1955)

## I
- Ichiyanagi Toshi (1933–2022)
- Ifukube Akira (1914–2006)
- Iijima Toshinari (* 1960)
- Ikebe Shin’ichirō (* 1943)
- Ikenouchi Tomojirō (1906–1991)
- Ikeuchi Yūjirō
- Irino Yoshirō (1921–1980)
- Ishihara Tadaoki (* 1940)
- Ishii Kan (1921–2009)
- Ishii Maki (1936–2003)
- Itō Hiroyuki (* 1963)
- Itō Yasuhide (* 1960)

## K
- Kaneda Bin (1935–2002)
- Kaneda Shigenari (* 1942)
- Kaneko Hitomi (* 1965)
- Kanno Shigeru (* 1959)
- Kawasaki Masaru (1924–2018)
- Kawashima Motoharu (* 1972)
- Kimura Mari (* 1962)
- Kinoshita Makiko (* 1956)
- Kitazume Michio (* 1948)
- Kiyose Yasuji (1900–1981)
- Kōda Nobu (1870–1946)
- Konagaya Sōichi (* 1949)
- Kondō Jō (* 1947)
- Konoe Hidemaro (1898–1973)
- Kosugi Takehisa (1938–2018)
- Koyama Kiyoshige (1914–2009)
- Kozakura Hideki (* 1970)
- Kubo Mayako (* 1947)
- Kushida Tetsunosuke (* 1935)
- Kuwahara Hiroaki (* 1943)
- Kuwahara Yasuo (1946–2003)

## M
- Mamiya Michio (1929–2024)
- Masahiro Miwa (* 1958)
- Matsudaira Yoriaki (1931–2023)
- Matsudaira Yoritsune (1907–2001)
- Matsumura Teizō (1929–2007)
- Matsushita Isao (1951–2018)
- Matsushita Shin’ichi (1922–1990)
- Mayuzumi Toshirō (1929–1997)
- Minami Hiroaki (* 1934)
- Minoru Miki (1930–2011)
- Miyagi Michio (1894–1956)
- Miyoshi Akira (1933–2013)
- Mizuno Shuko (* 1934)
- Mochizuki Misato (* 1969)
- Moroi Saburō (1903–1977)
- Motomatsu Noriko (* 1977)

## N
- Nakada Yoshinao (1923–2000)
- Nakamura Shigenobu (* 1950)
- Nakanoshima Kin’ichi (1904–1984)
- Natsuda Masakazu (* 1968)
- Niimi Tokuhide (* 1947)
- Nishimura Akira (1953–2023)
- Nobutoki Kiyoshi (1887–1965)
- Nodaïra Ichirō (* 1953)

## O
- Ogura Rō (1916–1990)
- Ōguri Hiroshi (1918–1982)
- Ohzawa Hisato (1907–1953)
- Ōki Masao (1901–1971)
- Ōmura Kumiko (* 1970)
- Ōnaka Megumi (1924–2018)
- Otaka Hisatada (1911–1951)

## S
- Saegusa Shigeaki (* 1942)
- Sakamoto Ryūichi (1952–2023)
- Shibata Minao (1916–1996)
- Shimaoka Yuzuru (1926–2021)
- Shimizu Osamu  (1911–1986)
- Shimoyama Hifumi (* 1930)
- Shinohara Makoto (1931–2024)
- Sōmei Satō (* 1947)
- Suzuki Eiji (* 1965)
- Suzuki Teruaki (* 1958)

## T
- Tada Takehiko (1930–2017)
- Taira Yoshihisa (1937–2005)
- Takahashi Yūji (* 1938)
- Takashima Midori (* 1954)
- Takata Saburō (1913–2000)
- Taki Rentarō (1879–1903)
- Tamba Akira (* 1932)
- Tamura Fumio (* 1968)
- Tanaka Masaru (* 1946)
- Tanaka Toshimitsu (* 1963)
- Tanaka Yoshifumi (* 1968)
- Terauchi Daisuke (* 1974)
- Toda Akira (* 1951)
- Tōru Takemitsu (1930–1996)
- Toyama Yūzō (1931–2023)

## U
- Ueno Ken (* 1970)
- Urata Kenjirō (1941–2023)

## W
- Watanabe Urato (1909–1994)

## Y
- Yagisawa Satoshi (* 1975)
- Yamada Kazuo (1912–1991)
- Yamada Kōsaku (1886–1965)
- Yanagida Takayoshi (* 1948)
- Yashiro Akio (1929–1976)
- Fumio Yasuda (* 1953)
- Yoshida Takako (1910–1956)
- Yoshimatsu Takashi (* 1953)
- Yuasa Jōji (* 1929)
- Yuyama Akira (* 1932)

## Z
- Zakōji Hiroaki (1958–1987)